# فوذنج تيسي
الفُوذَنْجُ التَّيْسِيُّ أو غُبَيْرَةُ الأُيُّلِ أو فُوتَنج جبلي أو ريحان الأرض أو بقة الغزال أو نِجل (باللاتينية: Origanum dictamnus) نوع نباتي يتبع جنس المردقوش من الفصيلة الشفوية.